# Praagoffensief
Het Praagoffensief (Russisch: Пражская стратегическая наступательная операция; Prajskaija Strategitsjieskaija Nastouparelnaija Operatsia - 'Praag strategisch offensief') was de laatste grote Russische militaire operatie in de Tweede Wereldoorlog aan het Europese oostfront. De in en rondom de Tsjechische hoofdstad Praag uitgevochten veldslag had van 6 mei tot 11 mei 1945 plaats, terwijl Duitsland op 8 mei 1945 capituleerde.

## Achtergrond
Van 30 april tot 1 mei 1945 kondigde SS-Obergruppenführer en General der Polizei Karl Hermann Frank over de radio van Praag aan, dat hij iedere mogelijke opstand in een bloedbad zou laten eindigen. Hij wist dat enkele Sovjetlegers zich in de richting van Praag voortbewogen. Karl Hermann Frank was ook een generaal van de Waffen-SS. De situatie in Praag was onstabiel.

## De slag
De Sovjetaanval op Praag vernietigde de laatste serieuze groepen van Duits militair verzet in Europa. De aanval werd uitgevoerd door het 1e, 2e en 4e Oekraïense Front en het 2de Poolse leger. De Sovjets hadden in totaal meer dan twee miljoen troepen. Om deel te kunnen nemen aan het Praagoffensief werd het 1e Oekraïense Front overgeplaatst vlak na de Slag om Berlijn.
Het Sovjetleger stond tegenover bijna 900.000 Duitse soldaten, het resterende leger onder commando van veldmaarschalk Ferdinand Schörner, het 1e Pantserleger, het 4e Pantserleger, het 7e Leger en het 17e Leger. Het leger had ook de beschikking over kleine groepen die overgebleven waren van de Heeresgruppe Süd zuid die ook bekendstond als Heeresgruppe Ostmark onder commando van Lothar Rendulic. Op 5 mei kwam Praag in opstand tegen de Duitsers. Deze opstand werd door de Waffen-SS onderdrukt en eindigde op 8 mei in een wapenstilstand tussen de opstandelingen en het Duitse leger.
Op 9 mei 1945 trokken de Sovjettroepen Praag binnen. Enkele restanten van het Duitse leger bleven verzet uitoefenen tot 11 mei. De linkerflank van het 2e Oekraïense Front sloot zich aan bij het 3e Amerikaanse leger onder leiding van George Patton. Praag was hierdoor volledig omsingeld.

## Het einde
Op 5 mei pleegde Emanuel Moravec zelfmoord. Moravec was berucht bij de Tsjechen als verrader en collaborateur met nazi-Duitsland. Op 14 mei werd Emil Hácha in Praag gearresteerd en direct overgebracht naar een gevangenziekenhuis. Hácha was de president van het Protectoraat Bohemen en Moravië, wat in 1939 was gecreëerd als protectoraat van het Groot-Duitse Rijk. Hij is onder onbekende omstandigheden op 26 juni gestorven.
Ergens in mei werd de burgemeester van Praag, professor Josef Pfitzner, publiekelijk opgehangen. Konrad Henlein, de leider van de Nationaalsocialistische partij in het Sudetenland, pleegde rond dezelfde tijd zelfmoord.
Op 22 mei 1946 werd SS-Obergruppenführer Karl Hermann Frank opgehangen. Wilhelm Frick, een prominente nazi-ambtenaar, werd tijdens het Proces van Neurenberg voor oorlogsmisdaden veroordeeld en op 26 oktober 1946 opgehangen.
SS-Oberstgruppenführer Kurt Daluege werd door Amerikaanse troepen opgepakt en uitgeleverd aan Tsjecho-Slowakije. Hij werd door de Tsjechen voor oorlogsmisdaden veroordeeld en op 24 oktober 1946 opgehangen.
Om de deelnemers van de operatie te vereren, stelde de Sovjet-Unie de Medaille voor de Bevrijding van Praag in.

## Nasleep

### Militaire en politieke overwegingen
Het Praagoffensief bracht de vernietiging van de Heeresgruppe Mitte en delen de van Heeresgruppe Ostmark met zich mee. Deze legergroepen waren de laatste grote intacte militaire formaties van Duitsland, en na het offensief werden alle overlevende Duits soldaten krijgsgevangen of voortvluchtig.
Het aantal Duitse militairen die door de Sovjet-Unie krijgsgevangen genomen werden bedroeg bijna 900.000. Tienduizenden Duitse soldaten kozen ervoor om zich over te geven aan Amerikaanse troepen, die eveneens tot in Tsjechoslowakije waren opgerukt.
Tsjechoslowakije was voor het eerst sinds eind 1938 vrij van het Duitse bezettingsregime. Tsjechoslowakije werd in het westen bezet door het Amerikaanse leger, maar het grootste deel van het land, waaronder Praag, was door het Rode Leger bezet. Het Amerikaanse leger verliet Tsjechoslowakije aan het eind van 1945, het Sovjetleger bleef tot 1955 en keerde in 1968 terug om de Praagse Lente neer te slaan.
De naoorlogse communistische invloeden in het land werd steeds groter en westers georiënteerde machten kwamen steeds meer aan de zijlijn te staan. In 1948 vond er een communistische staatsgreep plaats en werd het Tsjechoslowakije een satellietstaat van de Sovjet-Unie.